# Osman Seidu
Osman Seidu, noto come Baba Yara (Kumasi, 12 ottobre 1936 – Accra, 5 maggio 1969), è stato un calciatore ghanese, di ruolo attaccante.
Soprannominato King of Wingers (of West Africa) (in italiano Re delle ali (dell'Africa Occidentale)). È considerato una leggenda del calcio ghanese.

## Biografia

### Infanzia e adolescenza
Yara nacque il 12 ottobre 1936 a Kumasi da una famiglia di fede musulmana.
La rapida ascesa di Yara non ebbe precedenti nel calcio ghanese: ciò fu reso possibile anche dalla sua straordinaria vena realizzativa mista alla velocità da sprinter. Queste qualità si formarono in lui, da ragazzo, mentre frequentava la makaranta (scuola islamica) di Kumasi. Il primo pallone di Yara furono delle arance: da bambino, infatti, cominciò a dare i primi calci improvvisando delle partite insieme ai compagni nel cortile della scuola. A sette anni, Yara cominciò a giocare seriamente per la propria scuola e, al tempo stesso, a correre i 100 metri piani. Il suo maestro, Mallam Issa Kataki, modesto calciatore degli Zongo Standfast, si accorse subito del suo talento unico e provò a instradarlo verso il calcio in ogni modo possibile.
Il più grande interesse di Yara erano, però, le corse di cavalli, che avevano cominciato ad affascinarlo dopo la frequentazione dell'ippodromo di Kumasi, in cui vide dei ragazzi poco più grandi di lui lavorare come fantini. Per questo motivo, a quattordici anni, dopo il diploma alla makaranta, Yara divenne un apprendista nella scuderia di Sherif Abdo, un proprietario di cavalli libanese. Un anno dopo, Yara venne inviato ad Accra per migliorare ulteriormente il proprio livello, ottenne la propria licenza da fantino e gli venne affidata una stalla di 15 cavalli dell'Accra Turf Club. Ad Accra, Yara corse due gare, ma fallì in entrambe le occasioni. Per questo motivo, tornò a Kumasi, dove le vittorie non tardarono ad arrivare. Ogni vincita portava con sé del denaro e il suo sogno di diventare ricco si avvicinava sempre di più. Nonostante il successo economico, la madre di Yara non era affatto contenta della carriera intrapresa dal figlio, tanto che gli disse: se le corse di cavalli sono l'unico lavoro che sei disposto a fare per denaro, allora smettila, ci penserò io a badare a te. Le proteste della madre ebbero effetto su Yara che, nel dicembre 1954, si ritirò dall'equitazione.
Si ritrovò, a 19 anni, senza un lavoro, tanto da dover vivere sulle spalle delle proprie sorelle maggiori. Provò a diventare un sarto, come suo padre, ma senza successo. Fu allora che ebbe l'intuizione che gli cambiò la vita. Negli anni Cinquanta, infatti, il calcio era in fortissima espansione nella Costa d'Oro, e le più grandi aziende possedevano ognuna la propria squadra di calcio, impiegando i calciatori anche come dipendenti per garantire loro uno stipendio. Fu così che, visitando il Jackson's Park di Kumasi, il suo interesse per il calciò si rianimò. La sua ascesa fu rapidissima. Nel giro di pochi anni, Yara si affermò come il calciatore ghanese più forte della propria generazione, tanto da venir eletto giocatore ghanese dell'anno per due volte.

### Vita privata
Yara venne descritto dal compagno di squadra e allenatore C.K. Gyamfi come il gentleman par excellence. Uomo sempre sorridente e sobrio, Yara non litigava mai, né in campo né fuori, e mostrava sempre grande gentilezza ed umiltà, oltre che un grande rispetto per l'autorità. Yara non permise mai alla propria fama di dargli alla testa.
Yara si sposò due volte. La seconda moglie, Aisha, gli diede una figlia, Yasmeen. Ebbe anche un'altra figlia, Sarata, da una donna che non sposò mai.

### Ritiro e morte
La sua carriera venne spezzata da uno scontro automobilistico avvenuto quando il calciatore aveva soltanto 26 anni. Il 24 marzo 1963, infatti, Yara subì una lesione alla spina dorsale in un incidente avvenuto sulla strada tra Ho e Kpeve, nella Regione del Volta, mentre la squadra in cui giocava, i Real Republicans del presidente Nkrumah, stava tornando ad Accra dopo una vittoriosa partita di campionato giocata contro i Volta Heroes (Kpando Malpo) a Kpandu. Al momento dell'impatto, Yara era seduto accanto all'autista, con le gambe appoggiate sul cruscotto.
Yara venne subito aviotrasportato allo Stoke Mandeville Hospital, nel Regno Unito, per una cura che sarebbe dovuta durare 3 mesi. Yara si ritrovò, invece, a dividere la propria vita tra letto e sedia a rotelle per i successivi 6 anni. Il giorno del suo ritorno in patria da Londra, nel gennaio 1964, una folla di migliaia di persone lo attendeva all'aeroporto di Accra, aspettandosi di vedere il campione completamente ristabilito. La vista di Yara in barella lasciò la folla in lacrime. Nulla fu lasciato intentato: addirittura un profeta locale provò a guarirlo. Yara affrontò la malattia con estremo coraggio e senza perdere mai né la speranza, né la dignità nonostante la propria condizione fosse disperata. La moglie Aisha gli fu di grandissimo supporto per tutto il tempo.
Il 5 maggio 1969, Yara morì serenamente al Korle-Bu Teaching Hospital di Accra, all'età di 33 anni. La notizia venne diffusa da Radio Ghana, nelle prime ore del mattino, lasciando l'intera nazione nello sgomento, tanto che molte persone si precipitarono ad Accra per porgergli i propri omaggi. Migliaia di persone sfilarono accanto alla bara del defunto, posizionata al centro dell'Accra Sports Stadium, in segno di rispetto. Il giorno seguente, sempre allo Sports Stadium, venne giocata in suo onore una partita amichevole di 20 minuti che vide protagonisti alcuni dei membri originari delle Black Stars. Yara venne sepolto all'Odorkor Cemetery di Accra.

## Caratteristiche tecniche
Yara giocava come ala destra, indossando la maglia numero 7, come di consuetudine per l'epoca. Un ruolo e un numero di cui Yara divenne sinonimo in tutto il Ghana. Ambidestro, toccava il pallone e segnava con entrambi i piedi indifferentemente. Calciatore dall'importante presenza in campo, grazie al fisico solido, eccelleva soprattutto per le proprie doti realizzative. La corsa palla al piede gli permetteva di superare anche tre avversari nel corso di una sola azione. Grazie alle proprie doti tecniche, all'intelligenza e al suo altruismo, Yara era capace anche di fornire precisi assist, riuscendo spesso a effettuare il passaggio decisivo per mandare in porta i propri compagni di squadra. Il suo gioco era definito, nel complesso, bello a vedersi e molto fluido. Il suo impegno e la sua disciplina in campo erano leggendari. Uomo dalla personalità seducente e dal carattere affabile, Yara viene descritto come uno sportivo dalla condotta esemplare fuori e dentro al campo. Non fu mai visto litigare né con gli arbitri, né tantomeno con gli avversari. Per tutto questo insieme di motivi, alcuni cronisti europei lo definirono lo Stanley Matthews africano.

## Carriera

### Club

#### Asante Kotoko (1955-1961)
Dopo un brevissimo periodo trascorso con gli Zongo Corners, l'Asante Kotoko ingaggiò Yara agli inizi del 1955. Dopo tre mesi, nel marzo 1955, lo fece esordire in una trasferta contro il Dunkwa Town IX. Yara mise da parte tutte le proprie paure e, nel 3-3 finale, realizzò tutti e tre i gol del Kotoko. Alla fine della partita, i tifosi lo portarono in trionfo. Dopo altri due mesi, nel maggio 1955, disputò la sua seconda partita: un derby contro i rivali cittadini del Great Ashantis. Partendo nel ruolo di centravanti, e giocando insieme ad alcuni campioni locali già affermati come James Adjei e Mohammed Salisu, il Kotoko sconfisse il Great Ashanti con un sonoro 6-1, grazie anche a una doppietta di Yara. Dopo la partita, i tifosi lo inondarono di regali, tanto da ritrovarsi con più di ₤3 in tasca, compreso un penny donatogli da un bambino molto piccolo che si fece strada tra la folla per infilarglielo nello scarpino. Un'immagine che gli fece una gran impressione e che lo convinse definitivamente della bontà della propria scelta di dedicarsi al calcio. Il suo terzo match fu contro gli odiati Hearts of Oak di Accra. Fu proprio durante questa partita che, per la prima volta, Yara giocò all'ala destra con la maglia numero 7. Il risultato finale fu 0-0, ma la sua partita fu comunque eccellente, prima di una lunga serie di grandi prestazioni contro i rivali storici dell'Hearts of Oak.
Per due anni consecutivi, nel 1959 e 1960, Yara venne eletto Calciatore dell'anno. Nel 1961, invece, vinse il premio come Most Distinguished Member of the Black Stars, la massima onorificenza calcistica ghanese dell'epoca.
L'apporto offerto al Kotoko, nel corso degli anni, fu inestimabile. Insieme a James Adjei e Asebi Boachie, Yara andò a formare il cosiddetto Terrible Trio of Ghana Soccer, che viene considerato l'attacco più forte mai avuto dal Kotoko. Il giornalista sportivo Kofi Badu disse del rapporto che si venne a instaurare tra Yara e la squadra di Kumasi: se si cambiasse il nome del Kotoko in Baba Yara F.C., in molti applaudirebbero.

#### Real Republicans (1961-1963)
Agli inizi degli anni Sessanta, il presidente Nkrumah chiese al potente capo dello sport ghanese, Ohene Djan, di costruire un super-team con i migliori giocatori provenienti da tutti i club del Paese per meglio aiutare la Nazionale maggiore a dominare il calcio africano. Il club venne chiamato Real Republicans e ogni squadra del campionato aveva il dovere di inviare i propri due migliori calciatori. Nel 1961, insieme al compagno Dogo Moro, Baba Yara fu tra i primi giocatori a essere cooptato per giocare nella nuova squadra. La decisione venne accolta in maniera molto negativa dal Kotoko, tanto che la dirigenza minacciò di ritirare la squadra dal campionato in segno di protesta. Come da pronostico, i Real Republicans si rivelarono una squadra praticamente imbattibile, mietendo successi anche a livello continentale. Fu proprio mentre militava per i Republicans, però, che un incidente stradale terminò all'improvviso l'ascesa di Baba Yara, proprio mentre si trovava all'apice della propria carriera, costringendolo al ritiro all'età di soli 26 anni.

### Nazionale
Membro del nucleo originale delle BlackStars, in Nazionale, Yara vestì sempre la maglia numero 7, che divenne il suo simbolo.
La prima convocazione arrivò al termine del 1955. Yara era ufficialmente un calciatore da meno di un anno, quando la Nazionale della Costa d'Oro cominciò a prepararsi per disputare l'annuale Jalco Cup contro la Nigeria, un derby tra le due squadre più forti dell'Africa Occidentale Britannica. In preparazione del match, una selezione di giocatori dell'Ashanti venne invitata a giocare contro una rappresentativa delle Regioni meridionali del Ghana. Yara segnò un gol attirando così l'attenzione della Nazionale maggiore. Nonostante qualche opinionista pensasse che Yara fosse troppo giovane per una partita così importante, il leggendario C.K. Gyamfi in persona si prese la responsabilità di allenarlo personalmente. Il 30 ottobre 1955, all'Accra Sports Stadium, Yara debuttò con la Costa d'Oro, indossando la maglia numero 7, in una partita che le Black Stars vinsero per 7-0 contro la Nigeria. Al suo esordio, Yara segnò due gol e servì ben 4 assist. A soli 19 anni, Yara era il giocatore più giovane in campo per la Costa d'Oro, eppure ricevette già grandissimi elogi, affermandosi come il calciatore più bello da vedere in campo.
Yara divenne immediatamente un pilastro anche della Nazionale. Il 28 agosto 1960, ad Accra, fu tra i protagonisti della prima partita di qualificazione al campionato mondiale FIFA che si sia mai giocata nell'Africa subsahariana: Ghana-Nigeria 4-1. Il ritorno si giocò a Lagos e terminò col risultato di 2-2, consentendo così al Ghana di passare il turno e di giocare la finale continentale contro il Marocco, partita poi persa 1-0 sul totale.
Il 9 ottobre 1960, invece, la Nazionale del Ghana giocò sempre contro la Nigeria, questa volta a Lagos, battendoli 3-0 in casa e conquistando la Gold Cup, la manifestazione sponsorizzata dal presidente Nkrumah che aveva sostituito la Jalco Cup.
Baba Yara giocò tantissime altre volte per le Black Stars, incluse delle esibizioni al di fuori del continente africano, soprattutto in Europa. A fine carriera, Yara aveva totalizzato 49 presenze e 51 gol con la maglia della Nazionale. Uno score che gli garantì il soprannome di King of Wingers.

## Palmarès

### Club

#### Competizioni nazionali
- Ghana Premier League: 2

Asante Kotoko: 1959
Real Republicans: 1962–63
- Ghanaian FA Cup: 5

Asante Kotoko: 1958, 1959, 1960
Real Republicans: 1961–62, 1962–63

### Nazionale
- Jalco Cup: 2

1955, 1959
- Gold Cup:

1960, 1963
- Azikiwe Cup:

1961

### Individuale
- Calciatore dell'anno: 2

1959, 1960
- Most Distinguished Member of the Black Stars:

1961

## Omaggi postumi
Il 12 aprile 2005, il Kumasi Sports Stadium, il più grande impianto sportivo del Ghana grazie ai suoi 60.000 posti, è stato rinominato Baba Yara Stadium in omaggio al suo talento e al grande contributo dato allo sviluppo del calcio in Ghana.
Nel 1973, una sussidiaria ghanese dell'Adidas fu la prima azienda africana a ricevere il permesso di produrre in loco gli scarpini dell'azienda tedesca, da destinare ai club locali. Il primo modello fu dedicato a Baba Yara e venne acquistato dal Ghana's Sports Council in oltre 5000 esemplari.